# Гусак, Виктор Григорьевич
Ви́ктор Григо́рьевич Гуса́к (укр. Віктор Григорович Гусак; род. 2 июня 1978) — украинский государственный деятель, исполняющий обязанности председателя Черкасской областной государственной администрации с 29 декабря 2020 года по 29 января 2021 года.

## Биография
Родился 2 июня 1978 года.
Работал в Государственной казначейской службе, являлся заместителем директора департамента финансов Черкасской областной государственной администрации.
До октября 2020 года работал заместителем начальника Главного управления Государственной налоговой службы в Черкасской области, с октября 2020 года занимал должность заместителя председателя Черкасской областной государственной администрации.
20 декабря 2020 года указом Президента Украины Владимира Зеленского назначен исполняющим обязанности председателя Черкасской областной государственной администрации.